# Moutiers (Ille-et-Vilaine)
Moutiers település Franciaországban, Ille-et-Vilaine megyében. Lakosainak száma 905 fő (2022. január 1.). Moutiers La Guerche-de-Bretagne, Availles-sur-Seiche, Domalain, Gennes-sur-Seiche és Saint-Germain-du-Pinel községekkel határos.

## Népesség
A település népességének változása:
| Lakosok száma | 650  | 625  | 638  | 775  | 952  | 941  | 929  | 919  | 914  | 905  |
|               | 1968 | 1982 | 1990 | 2006 | 2013 | 2015 | 2017 | 2019 | 2020 | 2022 |